# الگجات
الگجات (به لاتین: Allgjate) یک منطقهٔ مسکونی در آلبانی است که در شهرستان تیرانا واقع شده‌است.